# Сардобинское водохранилище
Сардобинское водохранилище — искусственный водоём в Сырдарьинской области Узбекистана на канале Центральная Ветка. Площадь поверхности — около 60 км². Объём равен 0,973 км³. Глубина достигает 28 метров.
Строительство водохранилища велось в 2010—2017 годах, заполнение водой началось зимой 2013—2014 годов. Водохранилище используется для орошения земель Сырдарьинской и Джизакской областей. До 2022 года планируется строительство ГЭС мощностью 10,7 МВт.

## Происшествие
1 мая 2020 года произошёл прорыв одной из дамб Сардобинского водохранилища, были затоплены земли площадью 610 км². В результате чрезвычайной ситуации были затоплены несколько населённых пунктов, разрушены дороги, произведена эвакуация 70 тысяч человек в Узбекистане и 30 тысяч — в Казахстане. Казахстан возражает против восстановления водохранилища и требует возмещения ущерба.